# Liste der Monuments historiques in Valleroy-le-Sec
Die Liste der Monuments historiques in Valleroy-le-Sec führt die Monuments historiques in der französischen Gemeinde Valleroy-le-Sec auf.

## Liste der Objekte
| Bezeichnung                        | Beschreibung                                             | Standort                              | Kennzeichnung | Schutzstatus | Datum | Bild |
| ---------------------------------- | -------------------------------------------------------- | ------------------------------------- | ------------- | ------------ | ----- | ---- |
| Skulptur Unterweisung Mariens      | Stein, farbig gefasst, 16. Jahrhundert                   | in der Kirche St-Jean-Baptiste (Lage) | PM88001838    | Inscrit      | 2010  |      |
| Reste des rechten Seitenaltars     | Säulen und Relief; Holz, farbig gefasst, 18. Jahrhundert | in der Kirche St-Jean-Baptiste (Lage) | PM88001836    | Inscrit      | 2010  |      |
| Skulptur Heilige Menna             | Holz, farbig gefasst, 18. Jahrhundert                    | in der Kirche St-Jean-Baptiste (Lage) | PM88001834    | Inscrit      | 2010  |      |
| Reste des linken Seitenaltars      | Säulen und Relief; Holz, farbig gefasst, 18. Jahrhundert | in der Kirche St-Jean-Baptiste (Lage) | PM88001835    | Inscrit      | 2010  |      |
| Bekrönung des rechten Seitenaltars | Relief; Holz, farbig gefasst, 18. Jahrhundert            | in der Kirche St-Jean-Baptiste (Lage) | PM88001837    | Inscrit      | 2010  |      |